# Комсомольская улица (Владимир)
Комсомольская улица — короткая, около 290 м, улица в исторической части города Владимир (Октябрьский район). Проходит, как продолжение Почтового переулка, от улицы Подбельского до улицы Воровского.

## История
Историческое название — Боголюбовский переулок по располагавшемся здесь подворье Боголюбовского монастыря. По западной стороне улицы Комсомольская сохранился древний земляной «Троицкий вал» — остатки крепостных укреплений древнего Владимира.
В доме на перекрестке с улицей Володарского (д. 1 по улице Володарского — «дом Декаполитова») в 1901—1902 годах была явочная квартира владимирской ячейки «Северного рабочего союза» (мемориальная доска), руководитель Михаил Багаев, входившие в ячейку вели марксистскую пропаганду среди населения, в апреле 1902 года участники этой группы были арестованы полицией.
Д. 1 по Комсомольской улице был построен на средства купца Васильева в 1908 году для Второго городского четырехклассного мужского училища (Васильевское училище). В советское время здание занимала средняя школа, самым известным её учеником был Юрий Левитан. Сейчас здесь располагается Департамент образования администрации Владимирской области.
Современное название определено постановлением президиума Владимирского горсовета N 55 от 24.12.1927 года в честь Всесоюзного Ленинского Коммунистического Союза Молодежи.
В 1961 году возведён мост, соединивший улицы Володарского и Комсомольскую с Манежным тупиком.
В середине 1970-х годов в д. 1 размещалась Школа дополнительного научно-технического образования, а в д. 3 был организован кружок картингистов, около дома сохранились останки площадки для катания на картах.
18 сентября 1991 года на 14 сессии Владимирского городского Совета народных депутатов была утверждена Программа топонимической реставрации города Владимир, в том числе список улиц, чьи исторические названия подлежат восстановлению, Боголюбовский переулок в их числе.

## Улица в кинематографе
На улице снят эпизод фильма «Полёты во сне и наяву», когда главный герой пытается на машине оторваться от мотоцикла сотрудника ГАИ виден забор у д. 1.

## Известные жители
д. 1 (улица Подбельского) — поэт Сергей Рыскин (1860—1895)